# Posible (revista)
Posible fue una revista española fundada en noviembre de 1974. Sobrevivió apenas unos años y pronto desapareció. Fue dirigida por el periodista Alfonso S. Palomares y su línea editorial era claramente aperturista. Tuvo una baja tirada y poca trascendencia en la convulsa Transición política española. 

## Historia
En 1974 Alfonso Sobrado Palomares, con el respaldo de 33 accionistas, puso en marcha la revista Posible con la voluntad de alinearse con las otras revistas de oposición del momento: Cuadernos para el Diálogo, Cambio 16 o Triunfo. Desde posiciones progresistas y defensoras de la democracia, contó con colaboradores como el que fuera redactor-jefe del cerrado diario Madrid, Miguel Ángel Aguilar. El primer número salió el 15 de noviembre de 1974.
Palomares recordaba en una entrevista las zancadillas de la censura franquista: 

La revista tuvo unos ocho secuestros y yo sufrí cinco procesamientos. Por la publicación de un artículo sobre la actividad de Arias Navarro en la fiscalía de Málaga [me] pedían seis años de cárcel.

Durante esos primeros números de la revista aparecieron varias entrevistas a personajes clave de la escena internacional como Ben Bella, Tito o el líder cubano Fidel Castro, entre otros dirigentes internacionales. 

## Directores
- Alfonso Sobrado Palomares